# Hymenorchis
Hymenorchis – rodzaj roślin z rodziny storczykowatych (Orchidaceae). Obejmuje 14 gatunków występujących w Azji Południowo-Wschodniej w takich krajach i regionach jak: Archipelag Bismarcka, Jawa, Malezja Zachodnia, Nowa Kaledonia, Nowa Gwinea, Filipiny, Wietnam.

## Systematyka
Rodzaj sklasyfikowany do podplemienia Aeridinae w plemieniu Vandeae, podrodzina epidendronowe (Epidendroideae), rodzina storczykowate (Orchidaceae), rząd szparagowce (Asparagales) w obrębie roślin jednoliściennych.
Wykaz gatunków
- Hymenorchis brassii Ormerod
- Hymenorchis caulina Schltr.
- Hymenorchis foliosa Schltr.
- Hymenorchis glomeroides J.J.Sm.
- Hymenorchis javanica (Teijsm. & Binn.) Schltr.
- Hymenorchis kaniensis Schltr.
- Hymenorchis nannodes Schltr.
- Hymenorchis papuana Kolan. & S.Nowak
- Hymenorchis phitamii Aver.
- Hymenorchis saccata Schltr.
- Hymenorchis serrata Schltr.
- Hymenorchis serrulata (N.Hallé) Garay
- Hymenorchis tanii Schuit. & de Vogel
- Hymenorchis vanoverberghii (Ames) Garay